# Batula

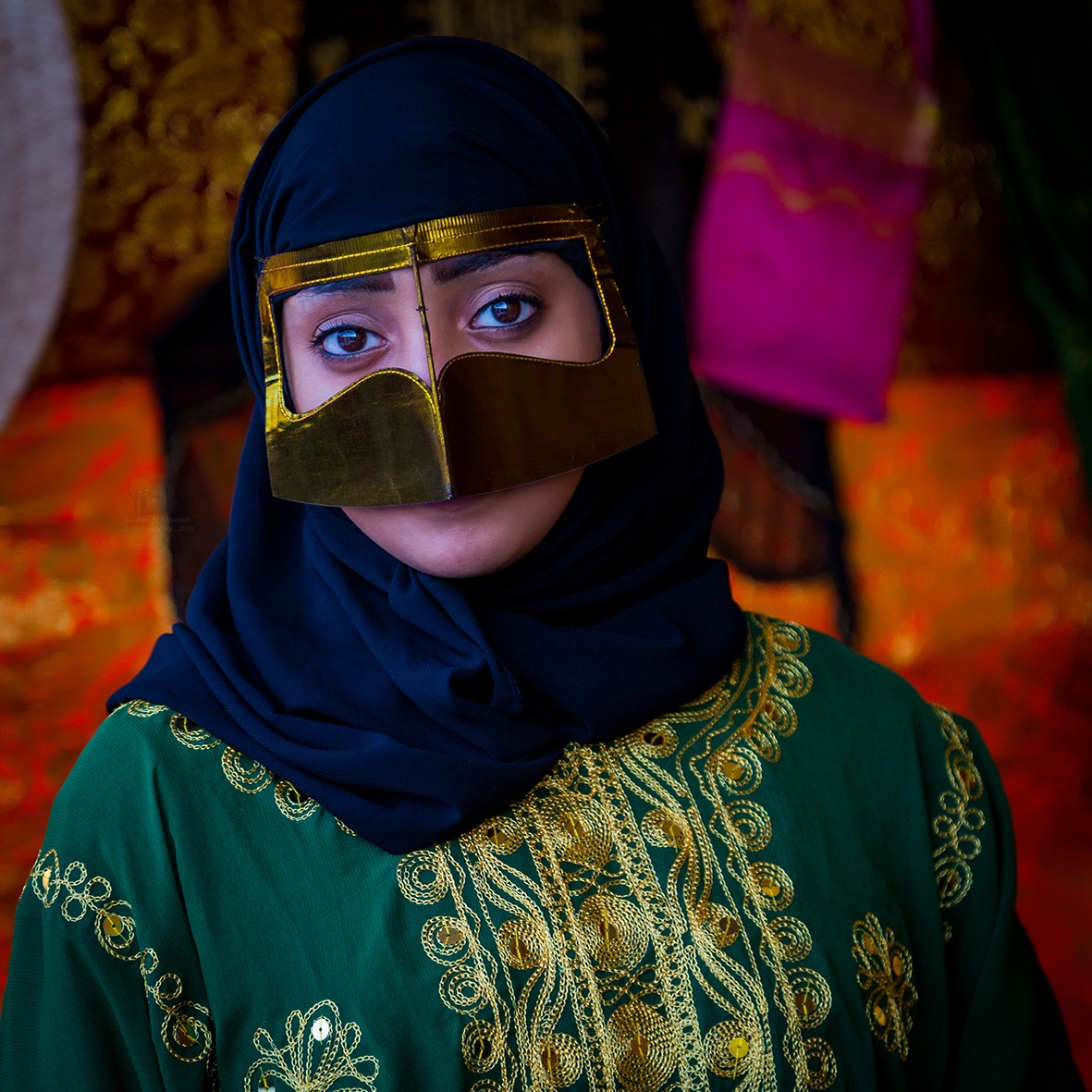
Primer pla d'una dona que porta una batula

La batula (àrab: البطولة, al-baṭṭūla) és una màscara tradicionalment usada per dones àrabs als estats àrabs del Golf Pèrsic, que inclouen Bahrain, Kuwait, Aràbia Saudita, Emirats Àrabs Units, Oman i Qatar, així com al sud de l'Iran. L'origen de la batula és desconegut, però es pensa que va entrar a la Península Aràbiga Oriental des de Gujarat a finals del segle xviii.
La tradició és menys popular entre les generacions més joves, però continua sent utilitzada per dones de 50 o més anys, i per aquelles que viuen a les zones rurals.